# 반전반핵가
〈반전반핵가(反戰反核歌)〉는 1986년에 발표된 대한민국의 노래이다. 서울대 노래패 메아리의 창립 회원이었던 박치음이 작사와 작곡을 모두 맡았다.
1980년대 후반의 집회와 시위에서 큰 인기를 누렸다. "제국의 발톱이 이 강토 이 산하를"라는 가사로 시작하며, "민족의 생존이 핵폭풍 전야에 섰다"는 절박함과 "이 목숨 다바쳐" 싸우겠다는 각오를 피력해 비장한 느낌을 준다. 특히 노래를 시작하기 전에 "반전 반핵, 양키 고 홈"이라는 구호를 리듬감 있게 외치는 부분이 인상적이다. 이 구호는 노래 마지막 부분에서도 반복된다.
당시 서울대학교 대학원 박사 과정에 재학 중이던 박치음은 1986년 봄에 서울대생 김세진이 전방입소에 반대하며 분신자살한 사건에 충격을 받고 이 노래를 만들었다. 박사 과정을 마치고 순천대학교 교수로 부임한 박치음은 이 노래가 대학가에서 공전의 히트를 기록하면서 곤란한 처지에 놓이기도 했다.
"미국"이라는 표현은 직접 등장하지 않으나 반미주의 정서가 듬뿍 담겨 있으며, 광주 민주화 운동 이후의 미국에 대한 배신감이나 1980년대 중반 이후의 한국 현대사와 제3세계 역사에 대한 새로운 인식과 공감대를 이루어 널리 사랑받았다는 평가가 있다.

## 참고자료
- 노재현 (2006년 10월 12일). “[노재현칼럼] `반핵`을 내던진 위선자들”. 중앙일보. 2006년 11월 13일에 원본 문서에서 보존된 문서. 2008년 3월 1일에 확인함. |제목=에 지움 문자가 있음(위치 1) (도움말)
- 한홍구 (2005년 6월 14일). “김형률의 삶은 계속돼야 한다”. 한겨레21. 2007년 8월 12일에 원본 문서에서 보존된 문서. 2008년 3월 1일에 확인함.